# Rue Coppens
La rue Coppens (en néerlandais : Coppensstraat) est une voie de la ville de Bruxelles. Elle doit son nom à l'architecte François Coppens, auteur de la plupart des maisons de la rue. La rue est un bel exemple du style néo-classique.

## Histoire
En 1828, l'architecte et promoteur François Coppens perce les jardins des hôtels de Wemmel et la Tour-Taxis pour créer cette rue.

## Maisons remarquables
- N°5 : jadis, dans le jardin de cette maison, était une source dont l'eau alimentait, jusqu'en 1926, la fontaine du Manneken-Pis[5].